# Jianjiapo Xiang
Jianjiapo Xiang (kinesiska: 蹇家坡乡) är en socken i Kina. Den ligger i provinsen Hunan, i den södra delen av landet, omkring 330 kilometer nordväst om provinshuvudstaden Changsha. Antalet invånare är 4831. Befolkningen består av 2 342 kvinnor och 2 489 män. Barn under 15 år utgör 18,0 %, vuxna 15-64 år 66 %, och äldre över 65 år 14,0 %.
Genomsnittlig årsnederbörd är 1 679 millimeter. Den regnigaste månaden är september, med i genomsnitt 288 mm nederbörd, och den torraste är december, med 16 mm nederbörd.